# Wahlenbergia ceracea
Wahlenbergia ceracea là loài thực vật có hoa trong họ Hoa chuông. Loài này được Lothian miêu tả khoa học đầu tiên năm 1956.